# Super Monkey Ball Adventure
Super Monkey Ball Adventure es un videojuego desarrollado por el estudio Traveller's Tales en colaboración con una subdivisión dentro del propio estudio llamada Traveller's Tales Oxford. Fue distribuido por Sega para continuar la serie de videojuegos de Super Monkey Ball y fue lanzado al público el 30 de junio de 2006. 
Super Monkey Ball Adventure supone un gran cambio de estilo para la saga, en el sentido de que con esta entrega la jugabilidad pasa de basarse en puzzles a convertirse en un videojuego de plataformas en 3D. Además, Traveller's Tales mantuvo parte de los minijuegos anteriores y los integró entre los niveles de este nuevo juego. También hay nuevos minijuegos integrados en el videojuego. El juego recibió variadas críticas y reseñas negativas, destacando la mayoría la dificultad de los controles, el cambio drástico de jugabilidad y una incorrecta incorporación de las plataformas a la saga, aunque su banda sonora fue muy bien valorada.

## Crítica
Super Monkey Ball Adventure recibió variadas críticas negativas y obtuvo una puntuación de 51/100 en todas las plataformas según Metacritic. También obtuvo una llamativa puntuación de 0% en la sección de videojuegos de la web Rotten Tomatoes. El juego fue duramente criticado debido al repentino cambio a un estilo de juego de aventura y plataformas, además de los controles difíciles de manejar y su dificultad. Muchas de las críticas que obtuvo también señalaban que es el peor juego dentro de la saga de Super Monkey Ball. Nintendo Power puntuó el videojuego con un 5,5/10, también alegando que fue la peor adición de un juego de Super Monkey Ball para el público. X-Play puntuó el juego con un 1/5. IGN puntuó el juego como "Malo" con un 4,8/10, citando que "Solamente queríamos seguir jugando los puzzles mareantes de siempre". Sin embargo, la banda sonora del videojuego sí que fue bien recibida y valorada.